# Sport Vlaanderen-Baloise/2021
Deze pagina geeft een overzicht van de Sport Vlaanderen-Baloise-wielerploeg in 2021.

## Algemene gegevens
Sponsors: Sport Vlaanderen, Baloise
Teammanager: Christophe Sercu
Ploegleiders: Hans De Clercq, Andy Missoten, Luc Colyn, Walter Planckaert
Fietsmerk: Eddy Merckx
Kleding: Vermarc

## Renners
| Naam                  | Geboortedatum | Nationaliteit | Ploeg 2020            |
| --------------------- | ------------- | ------------- | --------------------- |
| Ruben Apers           | 25-08-1998    | België        | Lotto-Soudal U23      |
| Cédric Beullens       | 27-01-1997    | België        |                       |
| Alex Colman           | 22-06-1998    | België        | Canyon DHB p/b Soreen |
| Kenny De Ketele       | 05-06-1985    | België        |                       |
| Sander De Pestel      | 11-10-1998    | België        |                       |
| Lindsay De Vylder     | 30-05-1995    | België        |                       |
| Gilles De Wilde       | 12-10-1999    | België        |                       |
| Robbe Ghys            | 11-01-1997    | België        |                       |
| Rune Herregodts       | 27-07-1998    | België        | Home Solution-Soenens |
| Arne Marit            | 21-01-1999    | België        | Lotto-Soudal U23      |
| Julian Mertens        | 06-10-1997    | België        |                       |
| Jens Reynders         | 25-05-1998    | België        | Hagens Berman Axeon   |
| Thomas Sprengers      | 05-02-1990    | België        |                       |
| Fabio Van Den Bossche | 21-09-2000    | België        |                       |
| Aaron Van Poucke      | 04-04-1998    | België        |                       |
| Kenneth Van Rooy      | 08-10-1993    | België        |                       |
| Ward Vanhoof          | 18-04-1999    | België        | Lotto-Soudal U23      |
| Aaron Verwilst        | 02-05-1997    | België        |                       |
| Jordi Warlop          | 04-06-1996    | België        |                       |
| Sasha Weemaes         | 09-02-1998    | België        |                       |
| Thimo Willems         | 09-02-1996    | België        |                       |

### Vertrokken
| Naam              | Geboortedatum | Nationaliteit | Ploeg 2021                |
| ----------------- | ------------- | ------------- | ------------------------- |
| Amaury Capiot     | 25-06-1993    | België        | Arkéa-Samsic              |
| Milan Menten      | 31-10-1996    | België        | Bingoal Pauwels Sauces WB |
| Edward Planckaert | 01-02-1995    | België        | Alpecin-Fenix             |
| Kevin Deltombe    | 27-02-1994    | België        | Gestopt                   |
| Emiel Planckaert  | 22-10-1996    | België        | Gestopt                   |

## Overwinningen
Ronde van België
1e etappe: Robbe Ghys
Grand Prix du Morbihan
Arne Marit
Ronde van Drenthe
Rune Herregodts
Sint-Elooisprijs
Sasha Weemaes
Grote Prijs Beeckman-De Caluwé
Jens Reynders
1994 · 1995 · 1996 · 1997 · 1998 · 1999 · 2000 · 2001 · 2002 · 2003 · 2004 · 2005 · 2006 · 2007 · 2008 · 2009 · 2010 · 2011 · 2012 · 2013 · 2014 · 2015 · 2016 · 2017· 2018· 2019 · 2020 · 2021 · 2022 · 2023 · 2024 · 2025
Alpecin-Fenix · Androni Giocattoli-Sidermec · B&B Hotels p/b KTM · Bardiani-CSF-Faizanè · Bingoal Pauwels Sauces WB · Burgos-BH · Caja Rural-Seguros RGA · DELKO · EOLO-Kometa · Equipo Kern Pharma · Euskaltel-Euskadi · Gazprom-RusVelo · Rally Cycling · Sport Vlaanderen-Baloise · Team Arkéa Samsic · Team Novo Nordisk · Team TotalEnergies · Uno-X Pro Cycling Team · Vini Zabù-KTM